# خط نگیشی
خط نگیشی (به ژاپنی:根岸線, Negishi-sen) یکی از خطوط شرکت راه‌آهن شرق ژاپن است. این خط مابین یوکوهاما و ایستگاه اومیا در استان کاناگاوا کشیده شده‌است. این خط ۱۲ ایستگاه دارد.